# Nymphydrion delicatum
Nymphydrion delicatum is een insect uit de familie van de Nymphidae, die tot de orde netvleugeligen (Neuroptera) behoort. 
Nymphydrion delicatum is voor het eerst wetenschappelijk beschreven door Banks in 1913.